# Park Bo-young
Park Bo-young (박보영?, 朴寶英?, Bak Bo-yeongLR, Pak PoyŏngMR; Jeungpyeong, 12 febbraio 1990) è un'attrice sudcoreana.

## Biografia
Park Bo-young fa il suo debutto nel 2006 nel teen drama Bimil-ui gyojeong insieme a Lee Min-ho. Raggiunge la fama dopo aver recitato con Cha Tae-hyun nel film commedia Gwasok scandal, che con 8,3 milioni di spettatori diventa il film più visto del 2008. Dopo quattro anni di assenza dovuti ad alcune dispute legali tra la propria agenzia e una casa cinematografica, torna nel 2012 nel film Mihwak-in dong-yeongsang - Jeoldae click geumji, e negli anni seguenti continua a recitare sia al cinema, sia in televisione. Nel 2015 ottiene il suo primo ruolo televisivo da protagonista nel drama O na-ui gwisinnim.

## Filmografia

### Cinema
- Equal (이퀄) – cortometraggio (2005)
- Ulhakgyo E.T. (울학교 이티), regia di Park Kwang-chun (2008)
- Chogamgak couple (초감각 커플), regia di Kim Hyeong-ju (2008)
- Gwasok scandal (과속스캔들) – regia di Kang Hyeong-cheol (2008)
- Siseon 1318 (시선 1318), regia di Park Eun-jin, Jeon Kye-soo, Lee Hyun-seung, Yoon Seong-ho e Kim Tae-yong (2009)
- Mihwak-in dong-yeongsang - Jeoldae click geumji (미확인 동영상: 절대클릭금지), regia di Kim Tae-kyung (2012)
- Neukdae sonyeon (늑대소년), regia di Jo Sung-hee (2012)
- Pikkeulneun cheongchun (피끓는 청춘), regia di Lee Yeon-woo (2014)
- Gyeongseonghakgyeo - Sarajin sonyeodeul (경성학교: 사라진 소녀들), regia di Lee Hae-young (2015)
- Dor-yeonbyeon-i (돌연변이), regia di Kwon O-kwang (2015)
- Yeoljeong gat-eun sori hago inne (열정, 같은 소리 하고 있네), regia di Jung Ki-hun (2015)

### Televisione
- Bimil-ui gyojeong (비밀의 교정) – serial TV (2006)
- Manyeo Yu-hui (마녀유희) – serial TV (2007)
- Dallyeora godeung-eo (달려라 고등어) – serial TV (2007)
- Wanggwa na (왕과 나) – serial TV (2007-2008)
- Jungle Fish (정글피쉬), regia di Choi Sung-bum – film TV (2008)
- Choe Kang Chil-woo (최강칠우) – serial TV (2008)
- Star-ui yeon-in (스타의 연인) – serial TV (2008-2009)
- O na-ui gwisinnim (오 나의 귀신님) – serial TV (2015)
- Himssen-yeoja Do Bong-soon (힘쎈여자 도봉순) – serial TV (2017)
- Abyss (어비스?, EobiseuLR) – serie TV (2019)
- Un raggio di sole al giorno (정신병동에도 아침이 와요?, Jeongsinbyeongdong-edo achim-i wa-yoLR) – serie TV (2023)
- Light Shop (조명가게?, JomyeonggageLR) – serie TV, 8 episodi (2024)
- Melo Movie (멜로무비?, MellomubiLR) – serie TV (2025)

## Discografia

### Colonne sonore
- 2008 – Era of Freedom (Gwasok scandal)
- 2012 – My Prince (Neukdae sonyeon)
- 2014 – Boiling Youth (Pikkeulneun cheongchun)

### Collaborazioni
- 2013 – It's Over feat. Speed

## Videografia
- 2007 – Couldn't Help It, videoclip del brano di Goo Jung-hyun
- 2007 – Still Pretty Today, videoclip del brano dei Fly to the Sky
- 2008 – Heart, Please, videoclip del brano di Yuri
- 2008 – Between Love and Friendship, videoclip del brano di Park Hye-kyung
- 2011 – The Story Only I Didn't Know, videoclip del brano di IU
- 2011 – Fiction, videoclip del brano dei Beast
- 2013 – That's My Fault, videoclip del brano degli Speed feat. Kang Min-kyung
- 2013 – It's Over, videoclip del brano degli Speed feat. Park Bo-young

## Riconoscimenti
| Anno | Premio                                    | Categoria                                 | Opera nominata         | Risultato       |
| ---- | ----------------------------------------- | ----------------------------------------- | ---------------------- | --------------- |
| 2007 | SBS Drama Awards                          | Miglior giovane attrice                   | Wanggwa na             | Vincitore/trice |
| 2009 | Max Movie Awards                          | Miglior nuova attrice dell'anno           | Gwasok scandal         | Vincitore/trice |
| 2009 | Baeksang Arts Awards                      | Attrice più popolare (film)               | Gwasok scandal         | Vincitore/trice |
| 2009 | Baeksang Arts Awards                      | Miglior nuova attrice                     | Gwasok scandal         | Vincitore/trice |
| 2009 | Korea Junior Star Awards                  | Gran premio (film)                        | Gwasok scandal         | Vincitore/trice |
| 2009 | Korean Association of Film Critics Awards | Miglior nuova attrice                     | Gwasok scandal         | Vincitore/trice |
| 2009 | Grand Bell Awards                         | Premio popolarità                         | Gwasok scandal         | Vincitore/trice |
| 2009 | Grand Bell Awards                         | Miglior nuova attrice                     | Gwasok scandal         | Candidato/a     |
| 2009 | Korean Culture and Entertainment Awards   | Miglior nuova attrice in un film          | Gwasok scandal         | Vincitore/trice |
| 2009 | University Film Festival of Korea Awards  | Miglior nuova attrice                     | Gwasok scandal         | Vincitore/trice |
| 2009 | Andre Kim Best Star Awards                | Premio stella donna                       | Gwasok scandal         | Vincitore/trice |
| 2009 | Blue Dragon Film Awards                   | Miglior nuova attrice                     | Gwasok scandal         | Vincitore/trice |
| 2009 | Golden Cinematography Awards              | Miglior nuova attrice                     | Gwasok scandal         | Vincitore/trice |
| 2009 | Director's Cut Awards                     | Miglior nuova attrice                     | Gwasok scandal         | Vincitore/trice |
| 2013 | Mnet 20's Choice Awards                   | 20's stella cinematografica – donna       | Neukdae sonyeon        | Vincitore/trice |
| 2014 | Seoul International Youth Film Festival   | Miglior giovane attrice                   | Pikkeulneun cheongchun | Candidato/a     |
| 2014 | Korean Culture and Entertainment Awards   | Premio all'eccellenza, attrice in un film | Pikkeulneun cheongchun | Vincitore/trice |